# Borboleta de Hofstadter

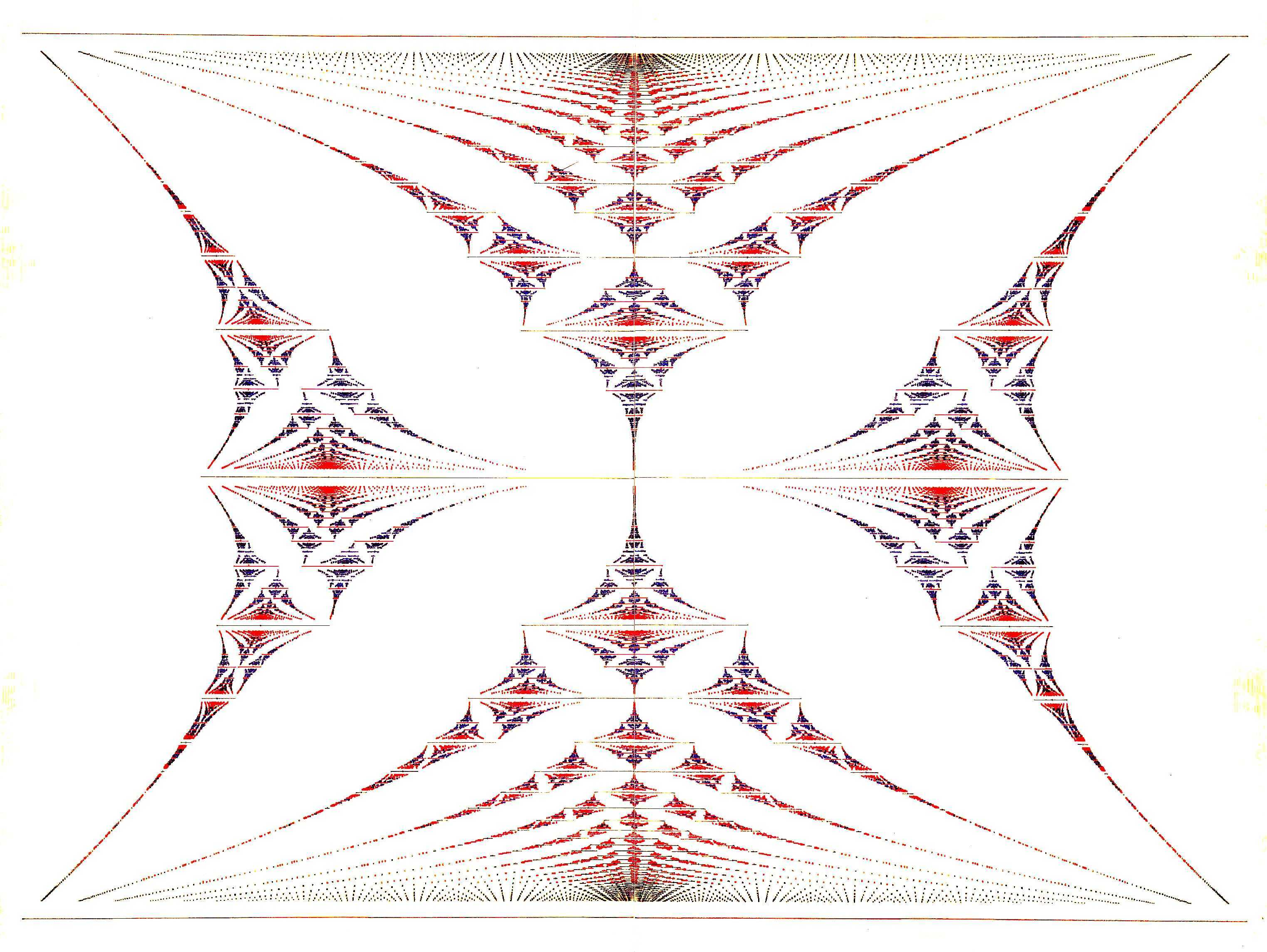
Representação da borboleta por Hofstadter

Na física da matéria condensada, a borboleta de Hofstadter é um gráfico das propriedades espectrais de elétrons bidimensionais não interativos em um campo magnético perpendicular em uma rede. A natureza fractal e auto-similar do espectro foi descoberta no trabalho de doutorado de Douglas Hofstadter em 1976  e é um dos primeiros exemplos de visualização de dados científicos modernos. O nome reflete o fato de que, como escreveu Hofstadter, "as grandes lacunas [no gráfico] formam um padrão muito marcante que lembra um pouco uma borboleta". 
A borboleta de Hofstadter desempenha um papel importante na teoria do efeito Hall quântico inteiro e na teoria dos números quânticos topológicos.

## História
A primeira descrição matemática de elétrons em uma rede 2D, atuada por um campo magnético homogêneo perpendicular, foi estudada por Rudolf Peierls e seu aluno RG Harper na década de 1950.  
Hofstadter descreveu a estrutura pela primeira vez em 1976 em um artigo sobre os níveis de energia dos elétrons de Bloch em campos magnéticos perpendiculares.  Ele fornece uma representação gráfica do espectro da equação de Harper em diferentes frequências. Um aspecto fundamental da estrutura matemática deste espectro – a divisão de bandas de energia para um valor específico do campo magnético, ao longo de uma única dimensão (energia) – tinha sido mencionado anteriormente de passagem pelo físico soviético Mark Azbel em 1964  (num artigo citado por Hofstadter), mas Hofstadter expandiu bastante esse trabalho ao traçar todos os valores do campo magnético em relação a todos os valores de energia, criando o gráfico bidimensional que revelou pela primeira vez as propriedades geométricas recursivas únicas do espectro. 

### Confirmação

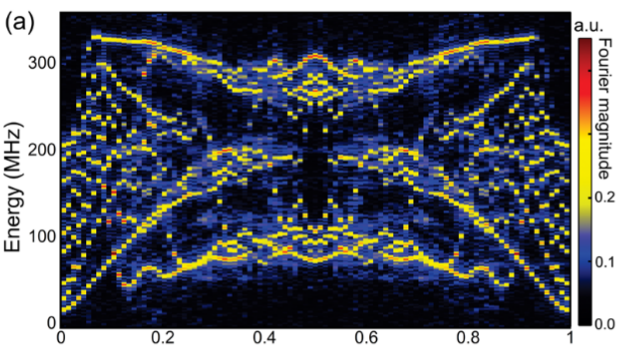
Uma simulação de elétrons por meio de qubits supercondutores produz a borboleta de Hofstadter

Em 1997, a borboleta Hofstadter foi reproduzida em experimentos com um guia de microondas equipado com uma série de dispersores.  A semelhança entre a descrição matemática do guia de micro-ondas com dispersores e as ondas de Bloch no campo magnético permitiu a reprodução da borboleta de Hofstadter para sequências periódicas dos dispersores.
Em 2001, Christian Albrecht, Klaus von Klitzing e colaboradores realizaram uma configuração experimental para testar as previsões de Thouless et al. sobre a borboleta de Hofstadter com um gás de elétrons bidimensional em um potencial de super-rede.  

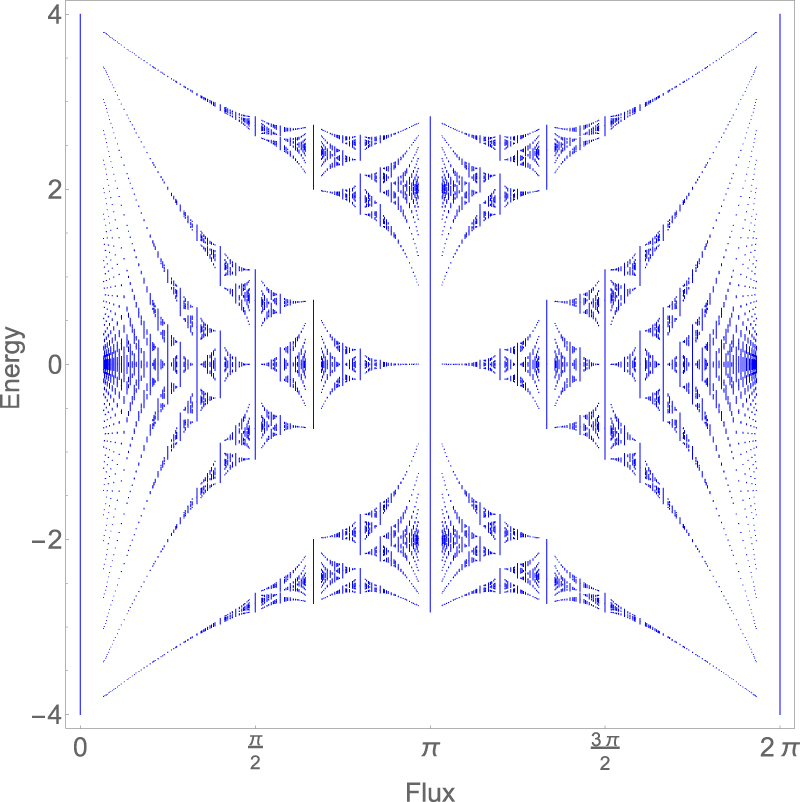
A borboleta de Hofstadter é a solução gráfica para a equação de Harper, onde a razão de energia é grafada como uma função da razão de fluxo.